# Villoruebo
Villoruebo est une commune d'Espagne dans la communauté autonome de Castille-et-León, province de Burgos. Elle s'étend sur 25,754 km2 et comptait environ 99 habitants en 2011.